# Cyrtoneurina neotrita
Cyrtoneurina neotrita är en tvåvingeart som beskrevs av John Otterbein Snyder 1954. Cyrtoneurina neotrita ingår i släktet Cyrtoneurina och familjen husflugor.
Artens utbredningsområde är Peru. Inga underarter finns listade i Catalogue of Life.